# 대구광역시농업기술센터
대구광역시 농업기술센터(大邱廣域市 農業技術센터)는 대구광역시의 농사에 관한 시험연구사업·농촌지도사업·농민훈련교육에 관한 업무를 담당하기 위해 대구광역시청 산하에 설치된 직속기관이다.
농업기술센터장은 지방농촌지도관로 보한다.

## 연혁
- 1957년: 경상북도 대구시 농사교도소 설치
- 1962년: 경상북도 대구시 농촌지도소로 변경
- 1981년: 대구직할시 농촌지도소로 변경
- 1995년: 대구광역시 농촌지도소로 변경
- 1999년: 대구광역시 농업기술센터로 변경

## 조직
센터장
- 기술지원과
- 도시농업과